# Walter Tannemann
Walter Tannemann (* 23. Mai 1928) ist ein ehemaliger deutscher Fußballtorwart, der 1951 mit dem Meidericher SV in die Oberliga West aufstieg.

## Karriere
Tannemann stammte aus der eigenen Jugend des Meidericher SV und stand in der Saison 1949/50 in dessen Kader für die 2. Liga West. Diese stellte unterhalb der Oberliga West die höchste Spielklasse im damals noch regional begrenzten Ligensystem dar. Im Konkurrenzkampf mit Erwin Pajonk nahm Tannemann mit 20 Einsätzen (1 Tor) anfänglich den Stammplatz im Tor ein, musste in der nachfolgenden Spielzeit 1950/51 seinem Mitspieler jedoch bei neun weiteren Berufungen in das Tor zumeist den Vortritt lassen. Der Mannschaft gelang während dieses Jahres der angestrebte Aufstieg in die Oberliga.
Nach dem Aufstieg erhielt Pajonk weiterhin den Vorzug, bis er im Frühjahr 1952 verletzungsbedingt ausfiel. Daraufhin nahm Tannemann seinen Platz ein und debütierte am 9. März 1952 bei einer 1:2-Niederlage gegen Preußen Münster in der ersten Liga. Auch das nächste Spiel absolvierte er, wurde dann jedoch durch Wilhelm Faust ersetzt. Am Ende der Spielzeit 1951/52 verließ er den MSV, für den er bei zwei Oberligapartien und 30 Zweitligaspielen auf dem Platz gestanden hatte.
1952 wechselte Walter Tannemann zum VfB Bottrop, für den er auch noch 1963 spielte.